# Olivia Dillon
Olivia Dillon, née le 4 mai 1973 à Kiltimagh, est une coureuse cycliste irlandaise. Active durant les années 2000 et 2010, elle a été quatre fois championne d'Irlande du contre-la-montre entre 2008 et 2012, et championne sur route en 2010.
Elle est en couple avec la cycliste américaine Tayler Wiles, rencontrée 2011 au sein de l'équipe Peanut Butter & Co Twenty12 dont elles étaient membres.

## Palmarès
- 2008
  -  Championne d'Irlande du contre-la-montre
- 2009
  -  Championne d'Irlande du contre-la-montre
  - 2e du championnat d'Irlande sur route
- 2010
  -  Championne d'Irlande du contre-la-montre
  -  Championne d'Irlande sur route
- 2012
  -  Championne d'Irlande du contre-la-montre
  - 2e de la Sea Otter Classic
  - 3e du championnat d'Irlande sur route
- 2014
  - 2e du championnat d'Irlande sur route
- 2015
  - 3e du championnat d'Irlande sur route

## Classements mondiaux
| Année                                 | 2009 | 2010 | 2011 | 2012 | 2013 | 2014 | 2015 |
| ------------------------------------- | ---- | ---- | ---- | ---- | ---- | ---- | ---- |
| Classement UCI                        | 264e | 163e | nc   | 269e | nc   | nc   | 317e |
|                                       |      |      |      |      |      |      |      |
| Légende : nc = non classéSource : UCI |      |      |      |      |      |      |      |